# Cucurbitaria dulcamarae
Cucurbitaria dulcamarae är en svampart som först beskrevs av Kunze & J.C. Schmidt, och fick sitt nu gällande namn av Elias Fries 1849. Cucurbitaria dulcamarae ingår i släktet Cucurbitaria och familjen Cucurbitariaceae.  Arten är reproducerande i Sverige. Inga underarter finns listade i Catalogue of Life.